# Жене у полицији
Све већа интеграција жена на полицијским позицијама, може се сматрати великом друштвеном променом. У прошлом веку, било је свега неколико радних места отворених за жене које су се бавиле спровођењем закона. Мали број жена је радио на месту службеника, а њихови задаци су обично били ограничени на периферне задатке. Жене су традиционално радиле у малолетничким установама, затим установама где су биле смештене жене преступнице, или су пак обављале послове везане за администрацију. У том периоду, жене нису сматране способним као мушкарци у спровођењу закона. Међутим, однедавно су отворене многе опције, чиме се отварају нове могућности како би и жене градиле каријеру.

## Преглед по земљама

### Аустрија
У Аустрији су жене одиграле важну улогу у спровођењу закона од почетка деведесетих година прошлог века. Толико да је 1. септембра 2017. Михаела Кардис постала прва начелница федералне аустријске полиције, која укључује све полицијске јединице у држави и особље од 29.000 полицајаца.

### Канада

#### Тренинг
Одсек РЦМП је једина локација за будуће кадете који заврше обуку, а која се одржава у Реџајна, Саскачеван. 26-недељна обука затвореника, спроведена на Академији РЦМП, не разликује се између мушкараца и жена. Војска је састављен од 32 мушкарца и жена од којих се очекује да заједно прођу 26-недељну обуку као војници.

#### Значајни људи
- Роуз Фортуна је била прва канадска жена која је постала успешан полицајац. Она је, такође била и бизнисмен, рођена у ропству и пресељена у Анаполис Ројал, у Новој Шкотској, у оквиру миграције црних лојалиста. Када је имала 10 година, Роуз Фортуна је увела полицијски час на марама и околним подручјима, и прва је незванична канадска полицајка, позната по својој способности да одржи младе оне који се више не осећају тако и не припадају младима. Другим речима, она је познавала све.[3]
- Кетрин Рајан (Клондике Кате), која је ангажована 5. фебруара 1900. године у Вајтхорс одреду на северозападној територији, а која се бавила женским преступницима, такође је била део тима за пратњу када су жене затвореници били пребациване са једног места у друго . Она је била прва жена ангажована у РЦМП-у, и позната је као посебан полицајац.[4]

### Немачка
Хенријета Аренд 1903. године је била прва немачка полицајка.

### Шведска
Године 1908. прве жене Агда Халин, Мариа Андерсон и Ерика Стром, запослене су у Шведској полицијској управи у Стокхолму, на захтев Шведског националног савета жена, по узору на Немачку. Њихов пробни период се сматрао успешним и од 1910. године, полицајке су запослене и у другим шведским градовима. Међутим, оне нису имале исте права као и њихове мушке колеге: њихова титула је била Polissyster (полицијска сестра), а њихови задаци су се односили на жене и децу, као што су брига о деци која су под притиском, насиље над женама и слично, односно задаци који су се сматрали неприкладним за мушке полицијске службенике.
Полицијске сестре су 1930. године добиле већа права и дозвољено им је да буду присутне на кућним претресима у женским домовима, такође, могле су да врше испитивања жена везаних за сексуалне злочине и вршиле су патролирање извиђачког рада. Године 1944. отворен је први формални полицијски курс за жене; 1954. године, назив "полицијска сестра" је одбачен, а полицијски службеник је званичан назив и за мушкарце и за жене полицајце, а од 1957. године жене су добиле једнаку полицијску едукацију као и њихове мушке колеге. In 1944, the first formal police course for women opened; in 1954, the title "police sister" were dropped and police officer allowed for both men and women, and from 1957, women received equal police education to that of their male colleagues.

### Велика Британија
У марту 2016. године, 28,6% полицајаца у Енглеској и Велсу биле су жене. Ово је повећање са 23,3% колико их је било у 2007. години. Један од значајнијих жена у полицији била је Кресида Дик, актуелни начелник Метрополитанске полицијске службе.
Први светски рат пружио је подстицај за прво именовање женских официра. Прва жена која је именована за полицајца са пуним правом за хапшење била је Едит Смит, која је 1915. године положила заклетву у Грантам Бороу полицији. Међутим, након ње је било мало именованих полицајки. Полицајке су се налазиле у одвојеним тимовима или одељењима од мушкараца, као што је дивизија А4 у Митрополитској полицији. Њихове дужности су биле другачије, односно ограничене на рад са женом и децом. Ово раздвајање је завршено седамдесетих година.
До 1998. године, жене у полицији су имале свој чин са префиксом слова В (нпр. "ВПЦ" за Констабл).

### САД
Прва жена полицајац у Сједињеним Државама била је Мариа Овенс, која се придружила Одељењу полиције Чикаго 1891.; Лола Балдвин, који је била у граду Портланду 1908.; Фани Бикби, који је 1908. године положила дужност у граду Лонг Бич у Калифорнији; и Алис Стебинс Велс која је започела рад у полицијском одељењу у Лос Анђелесу 1910. Године 1943. Францес Глеснер Ли је именована за капетана у државној полицији Њу Хемпшир, постајући први капетан полиције у Сједињеним Државама. Од тада, жене су напредовале у свету спровођења закона. Проценат жена порастао је са 7,6% у 1987, на 12% у 2007 у САД-у.

## Дискриминација жена у полицији
Упркос томе што су жене у процесу спровођења закона више од сто година, оне су још увек суочене са дискриминацијом и узнемиравањем. Полицајке се често суочавају са дискриминацијом, пре свега од својих колега полицајаца, а многе жене сусрећу се и са "стакленим плафоном", што значи да нису у могућности да се крећу слободно, већ су ограничене и могу се кретати само онолико колико им „плафон“ омогућава. Жене се подучавају како би спречиле или минимизирале дискриминацију са којом се суочавају.
Дискриминација и проблеми према женама у спровођењу закона не раде се само у станици. Многи полицајци који су ожењени полицајкама, имају већи ризик од суочавања са насиљем у породици. Тренутно 27.000-36.000 женских полицајаца могу бити жртве насиља у породици. Данас је проценат насиља у породици скоро 40%, а од тога насиље у домаћинствима од стране полицијских службеника чак 30%.
Ако жене нису физички нападнуте док су на радном месту, онда се суочавају са сексуалним узнемиравањем, од којих је већина од стране колега полицајаца.
У 2009. години 77% женских полицајаца из тридесет пет различитих округа пријавило је сексуално узнемиравање од своје колеге. Од жена се тражи да „оду из станице“, или да им се причају неке друге неодговарајуће ствари док су на радном месту. Такође, често се дешава да се жене физички сексуално узнемиравају у станици. Дакле, не само вербално, вец́ и физичко сексуално узнемиравање са којима се полицајке свакодневно суочавају.
Полиција има вец́у покретљивост, често се помера са једног задатка на други. Од 1973. године 45% полицајаца и 71% полицајки је остало у својим редовним униформама, 31% полицајаца и 12% полицајки је било задужено у задатке, а 12% полицајаца и 4% полицајки је имало друге уличне задатке у оквиру обављања посла. Дакле, мања је вероватноћа да се полиција може промовисати у оквиру одељења, али је већа вероватноћа да ће се кроз обављање различитих задатака више доказати и више тога постићи.
Родна неједнакост игра главну улогу код спровођења закона од стране жена. Често су жене у спровођењу закона лоше представљене од стране њихових мушких колега и многе од њих се суочавају са узнемиравањем. Многе жене се не труде да напредују на послу, плашећи се реакције својих мушких колега, односно плашећи се да не буду злостављане са њихове стране. Ипак неколицима жена је упућена у зо како да превазиђе препреке са којима се суочава. Многе жене осећају потребу за доказивањем како би бииле прихваћене у колкективу, јер сматрају да ће направити велику грешко ако то не учине.
Једна од карактеристика женских полицајаца јесте да су способније да разговарају са грађанима, јер делују блаже и разоружавајуће и могу водити разговоре и о јако тешким ситуацијама и проблемима. Студија је показала да због истрајности женских полицајаца и јединствених способности оне постају саставни део савременог рада полиције. Жене су ефикасније одговориле на инциденте насиља над женама, који чине приближно пола полицијских позива. Истраживање такође показује да је мања вероватноћа да ће жена полицајац применити силу или активирати своје оружје.

### Расе
Многе студије су показале да жене црнкиње посебно пате од мањка доминације и дискриминисане су када је у питању преговарање о политици, институционалном расизму, афирмативним акцијама и токенизму. Као што се види из приложеног, не постоји посебно „женско искиство“ у полицијској професији.
Колинс (1990) и Мартин (1994) тврде да раса даје црнкињама полицајкама посебну феминистичку свест о сопственим искуствима. То произилази из стереотипа који прати ову женску расу да су „вреле маме“, „краљице благостања“. Ове карикатуре су у контрасту белих жена као "чистих", "покорних" и "домаћица". Иако су обе групе стереотипа проблематичне, они који се приписују црним женама доводе до веће сумње и непријатељства на радном месту.
Црне жене нису подложне узнемиравању од стране својих мушких колега као што је то случај за белкињама. Многим црнкињама које раде у полицији недостаје доза женствености коју уживају беле жене у професији. У студији коју је спровео Колеџ полиције и безбедносних студија, око 29% белих женских официра признало је да је црнкињама у спровођењу закона потребно више времена у односу на беле жене. Стиче се утисак да је дискриминација међу женским полицајцима превладавајуц́а иако црни полицијски службеници, и мушкарци и жене, чине само 12% свих локалних ођељења. Такође се разматра и о томе да жене буду искључене из посебних јединица, о томе разматра 29% белих жена и 42% црних жена.
Сузан Е. Мартин (1994) спровела је студију у Чикагу, тако што је интервјуирала како мушко, тако и женско командно особље и официре о њиховим ставовима о дискриминацији на радном месту. Генерално гледано, резултати ове студије показали су да су жене биле више дискриминисане од мушкараца. Искуства су се разликовала у оквиру раса, при чему су црне жене пријавиле вец́у стопу дискриминације од њихових колега односно црних мушкараца.

### Секуалност
Сексуална оријентација полицајаца такође може утицати на његов положај у полицији. Код жена које нису хетеросексуално оријентисане постоји низ стереотипа, као што су искљученост и узнемиравање. Галвин-Вајт и О'Нил (2015) су недавно испитали како полицајци лезбејке говоре о свом идентитету и односима на радном месту. Како кажу, полицајци-лезбејке не морају говорити о свом идентитету јер је "невидљив" јер то нико не може да примети гледајући их. Зато су у прилици да саме одлуче хоће ли изаћи са својим колегама или не. Многе се ипак одлучују да не изађу због поштовања сопственог ЛГБТ идентитета, које се могу манифестовати кроз дискриминаторне процедуре запошљавања и промоције. Галвин-Вајт и О'Нил објашњавају да одлука о изласку варира од стране појединаца и тренутне позиције у професији. Најзначајнији фактор који утиче на одлуку појединца да изађе, јесте степен хомофобије у радном окружењу.
Као што су жене дискриминисане у полицији због не испуњавања традиционалних мушких послова у полицији, тако су и чланови ЛГБТ заједнице дискриминисани за изазивање традиционалних родних норми. Иако се у последње време настојало да се регрутују геј и лезбејски полицијски службеници како би подстакли разноликост у струци, проблеми и изазови са којима се суочавају ови службеници и даље остају актуелни. Многе студије које су спровели Галвин-Вајт и О'Нил наводе да полицајке-лезбејке често немају могуц́ност да верују својим колегама када је у питању њихова сопствена заштита.